# Vladimír Kinier
Vladimír Kinier (Žilina, 6 de abril de 1958) é um ex-futebolista profissional eslovaco que atuava como defensor.

## Carreira
Vladimír Kinier fez parte do elenco da Tchecoslováquia na Copa do Mundo de 1990.